# Telekom Malaysia
Telekom Malaysia Berhad es la principal empresa de telecomunicaciones de Malasia, con una historia que se remonta a 1946. Comenzando como la telco nacional para la línea fija, la radio y los servicios de la difusión de la televisión, ha evolucionado para convertirse en el proveedor más grande de los servicios de banda ancha.

## Historia

### Fundación y primeros años
En 1891, los teléfonos hicieron su debut en Kuala Lumpur. En el cambio de siglo, una línea telefónica importante de Seberang Perai, provincia de Wellesley en Penang a Johor Bahru fue construida, y en 1915 se colocó el primer cable subterráneo que une Ipoh, Taiping, Perak, Taiping, Kampar, Perak Kampar y Teluk Intan.
Junto con el aumento del comercio y el desarrollo de los municipios, el número de abonados telefónicos en Malasia peninsular aumentó significativamente. En 1930, para ocuparse del volumen del tráfico de la telefonía, un intercambio magneto automatizado fue puesto en servicio en Kuala Lumpur en Jalan Weld. En la década de 1930, todas las centrales telefónicas del Malayan Trunk System podían comunicarse con los intercambios de Java, Filipinas, Estados Unidos, Canadá y México, utilizando transmisores de radioondas de ondas cortas. Hacia el final de la década, un terminal de radio de Marconi fue instalado en la central telefónica de Kuala Lumpur para manejar llamadas en el extranjero.
Gran parte de esta infraestructura de telecomunicaciones fue dañada durante la Segunda Guerra Mundial y la ocupación japonesa de la ocupación japonesa. En 1946, cuando los británicos restablecieron su posición en Malaya, repararon las rutas del tronco, restauraron postes telefónicos caídos e instalaron los cables de cobre que habían sido dañados o robados. Durante la ocupación japonesa, el Departamento de Correos y Telégrafos se había dividido en dos unidades separadas. Cuando los británicos regresaron, inicialmente reunieron las dos entidades, pero este esfuerzo fue de corta duración. Junto con la formación de la Unión Malaya el 1 de abril de 1946, el Departamento de Telecomunicaciones de Malasia y el Departamento de Servicios Postales de Malasia nacieron, con el antiguo control de telégrafo, teléfono y servicios inalámbricos y el último con vistas Mail, giros postales y cuentas de ahorros.
Durante la Emergencia de Malayan (1948-60), hubo un fuerte enfoque en proporcionar enlaces de comunicaciones para la policía y las fuerzas armadas. Esto incluyó la instalación de estaciones de radio en la selva, así como la Radiotelefonía de Alta Frecuencia (RAF) por la red de estado normal. En 1953, todas las estaciones de parada de las colinas requeridas para la red VHF de la policía fueron completadas, permitiendo que cada estación de policía y vehículo policial comunicarse con la sede y entre sí. Se pensó que los servicios de radio de la policía eran el esquema más grande de su clase en el mundo. 
Al mismo tiempo, a pesar de la ocupación, las actividades comerciales comenzaron a florecer y la demanda de servicios de telecomunicaciones aumentó considerablemente. Esto requirió un tercer piso que se construirá en el edificio de la central telefónica en Kuala Lumpur. Junto con la emisión de monedas de 10 centavos, cabinas telefónicas comenzaron a surgir en Kuala Lumpur y Penang. De 1950 a 1953, los ingresos del Departamento se duplicaron de $ 8 millones a $ 17 millones a medida que el número de teléfonos instalados aumentó de 20.000 a 39.000.
En consecuencia, las redes de troncales y juntas se expandieron, y el número de estaciones de radio creció 10 veces a más de 1.000. En 1953, también, se inauguró el Intercambio de Auto de Penang, que atendía a 5.000 líneas. En 1954, se completó la Ruta Troncal Principal que une Singapur a Malaca, Kuala Lumpur y Penang. Los intercambios de satélites comenzaron a surgir. Durante este período, las conexiones internacionales también han aumentado, enlazando Malasia con el resto del mundo.
Cuando se hizo inminente el Hari Merdeka, se emprendió un amplio programa de malayanización para asegurar que el Departamento continuara siendo dirigido por personal local capaz. Desde 1954, no menos de 21 malasios estaban estudiando en áreas relacionadas con las telecomunicaciones en Reino Unido y Australia. Su número fue impulsado por la inscripción de jóvenes en la Escuela de Gracelyn del Departamento de Formación.

### Crecimiento
Después de la independencia del país en 1957, el Departamento Malayo de Telecomunicaciones pasó a llamarse Jabatan Telekom. Una de sus primeras tareas fue proporcionar instalaciones de telecomunicaciones en todo el país, como parte del Plan de Desarrollo Rural. Se establecieron enlaces de radio por microondas que, en 1962, cubrían la mayoría de los centros urbanos de Malasia peninsular. 
En 1962, el Gobierno también tomó el control de las llamadas internacionales de Cable & Wireless, que había estado operando los servicios de telecomunicaciones en el extranjero de Malasia durante casi 10 años. Se ha introducido el servicio de marcado de línea de abonado (STD), que permite a los propietarios de teléfonos en Kuala Lumpur llamar directamente a Singapur, sin tener que pasar por un operador, utilizando el primer enlace de microondas de larga distancia. Las llamadas al extranjero se reforzaron con el despliegue de SEACOM, que formaba parte del Commonwealth Cable Scheme.
En 1961, la Federación de Malaya y Singapur se convirtieron en socios en esta iniciativa, con Malaya invirtiendo cerca de $ 12 millones en ella. La primera fase entre Singapur y Jesselton, en Sabah, fue inaugurada el 15 de enero de 1964. El 30 de marzo de 1967, se puso en marcha todo el sistema.
La expansión de la red de microondas permitió Jabatan Telekom para lanzar servicios de televisión en Malasia Peninsular en 1963, utilizando el mismo sistema. Mientras Radio Televisyen Malasia controlaba el contenido de la televisión local, Jabatan Telekom manejó la transmisión de microondas del estudio a los hogares.
Como antes de 1963, Sabah y Sarawak no eran parte de la Federación de Malaya, los servicios de telecomunicaciones en estos estados de Malasia Oriental fueron administrados independientemente, por el Departamento de Telecomunicaciones. En 1968, este departamento se fusionó con el de Malasia Peninsular para formar el Departamento de Telecomunicaciones de Malasia.
En 1970, expandiendo aún más la conectividad internacional de Malasia, se construyó una estación de satélite terrestre cerca de Kuantan para comunicaciones a través del satélite Intelsat III del Océano Índico. La estación, que costó 9 millones de dólares, se completó en un récord de 12 meses por un equipo completamente local. La estación debía servir primordialmente a las comunicaciones telefónicas, telegráficas y télex externas, pero también mejoraba la recepción de programas de televisión internacionales.
En 1975, se abrió la Bolsa Internacional de Télex, permitiendo a las empresas enviar télex. Cuatro años después, se introdujeron los servicios de marcación directa internacional y se encargó el primer intercambio electrónico en Johor Bahru. El volumen del nuevo desarrollo fue tal que, a principios de los años ochenta, el Departamento se vio obligado a nombrar contratistas para ayudar a construir nuevas líneas y extender la red de cable.
En términos de sistemas, el año 1985 fue una cuenca hidrográfica. Esto fue cuando se introdujo el teléfono automático con radio, el precursor más antiguo en Malasia al servicio móvil de hoy. El servicio prestó cobertura casi universal con la instalación de cinco centrales telefónicas móviles y muchas estaciones base de radio.
En consonancia con la agenda de privatización del Gobierno, y en reconocimiento de los beneficios que Jabatan Telekom disfrutaría sin restricciones de políticas y presupuestos, se iniciaron pasos hacia este fin a partir de 1985. El 1 de enero de 1987 nació Syarikat Telekom Malaysia corporativizado, En virtud de la Ley de Servicio de Telecomunicaciones de 1985.
La empresa se enfrentó de inmediato a varios desafíos, entre ellos una deuda enorme, inventarios que no habían sido utilizados durante años y una fuerza de trabajo que todavía operaba en una mentalidad de servidor público. Aunque la empresa se embarcó en un programa integral para transformar la organización, con un fuerte enfoque en el servicio al cliente, los resultados llevaron tiempo. Algunos clientes descontentos incluso sugirieron que se permitiera la competencia en la industria para mejorar los estándares.
Aparte de los desafíos, STM continuó adoptando nuevas tecnologías a medida que surgían y ofreciéndolas a su base de clientes. Se lanzó la Superintendencia de Información Corporativa (COINS), una red troncal de fibra óptica vinculada globalmente capaz de transmitir señales digitales a 10 Mbits, uno de los servicios más rápidos del mundo. Al mismo tiempo, se inició el proceso de transformación de la red de Troncal Principal de analógico a digital, que se completó en el año 2000. Esta transformación recibió un impulso una vez que el cable de fibra óptica submarino Kuantan-Kota Kinabalu de RM150 millones entró en funcionamiento. 
Por primera vez, STM invirtió en un nuevo sistema de cable submarino de fibra óptica que une Malasia, Singapur, Hong Kong, Taiwán y Japón. Cada fibra óptica en el sistema de cable podría transportar tráfico a 560 Mbits, equivalente a 30.000 llamadas telefónicas simultáneas.
El siguiente paso lógico para amortiguar sus finanzas fue pasar por una lista. STM fue admitida a cotización el 7 de noviembre de 1990, alcanzando un valor de mercado de 27.000 millones de rupias, o el 10% de la capitalización bursátil total de la Bolsa de Valores de Kuala Lumpur. El volumen de negociación fue tal que KLSE tuvo que suspender la actividad en la acción durante 10 minutos para evitar que su sistema de bloqueo, ya que era incapaz de manejar el gran número de pedidos entrantes.

### Servicios móviles
Incluso antes de la inclusión en la lista, STM había firmado una alianza con el Grupo Fleet para lanzar Celcom, el primer sistema móvil privado del país (ART 900) que utiliza el Sistema de Comunicación de Acceso Total (TACS) de Ericsson. Los sistemas móviles privados eran necesarios para complementar la ATUR, que ya no podía manejar el volumen de tráfico que estaba recibiendo. Poco después, STM cedió su participación de 51% en Celcom a Alpine Resources, para iniciar su propia empresa móvil basada en el sistema avanzado de teléfonos móviles AMPS. 
Posteriormente, el Gobierno entregó seis licencias de Sistema Global para Comunicaciones Móviles (GSM), pero ninguna de ellas fue a STM. Fue solamente en 1996 que STM fue capaz de introducir su 1800 MHz en el servicio celular. En 2003, se fusionó con Celcom para formar el operador celular más grande del país. Dos años más tarde, este operador celular lanzó el primer servicio 3G del país.
Mientras tanto, TMB también se aventuró en el negocio móvil en el extranjero y obtuvo su primera licencia GSM en Sri Lanka en 1994. Esto fue seguido por licencias en India y Ghana, aunque renunció a sus negocios en estos países dentro de un par de años debido a circunstancias políticas. Continuó haciendo incursiones en el extranjero y, en 2000, tenía presencia en Sudáfrica, Guinea, Malawi, Camboya, Tailandia y Bangladés. Eventualmente, la compañía decidió consolidar sus inversiones en el exterior y concentrarse en los mercados más cercanos al hogar. 
Así, en 2004, su presencia internacional móvil se concentró en Malasia, Singapur, Sri Lanka, Bangladés, Camboya, India, Irán y Pakistán. En 2005, TMB experimentó una rebranding importante como TM. A finales de 2007, la base total de suscriptores celulares internacionales de TM ascendía a 30,3 millones.

### Fuga
En 2007, para garantizar el enfoque y aumentar el valor para los accionistas, TM comenzó el proceso de escisión para separar sus servicios móviles y fijos en dos entidades distintas. El ejercicio, uno de los mayores influjos en la historia de la Compañía, se completó en abril de 2008, lo que llevó a TM a continuar gestionando sus servicios de línea fija y banda ancha nacionales y TM International Berhad, una empresa recién formada, que asume el control de los servicios móviles regionales de TM. TMI posteriormente se sometió a un rebranding y el 2 de abril de 2009 fue renombrado Axiata.
Sin embargo, volverá al negocio móvil a través de su filial P1 en 2016, después de firmar un contrato de roaming doméstico de 5 años con Celcom el 28 de enero de 2016. TM ya había operado 4G FDD LTE en banda de 850 MHz y planeaba hacerlo usando 2600 MHz TDD LTE banda que es propiedad de su filial.